# Citroën Spacetourer
Citroën Spacetourer — мінівен французької марки Citroën, що виготовляється на заводі Sevel у Валансьєнні (Франція) у співпраці з Toyota і прийшов на заміну Citroën C8. Крім Spacetourer виготовлялися подібні моделі, такі, як Peugeot Traveller і Toyota ProAce. Комерційна версія автомобіля називається Citroën Jumpy.

## Опис

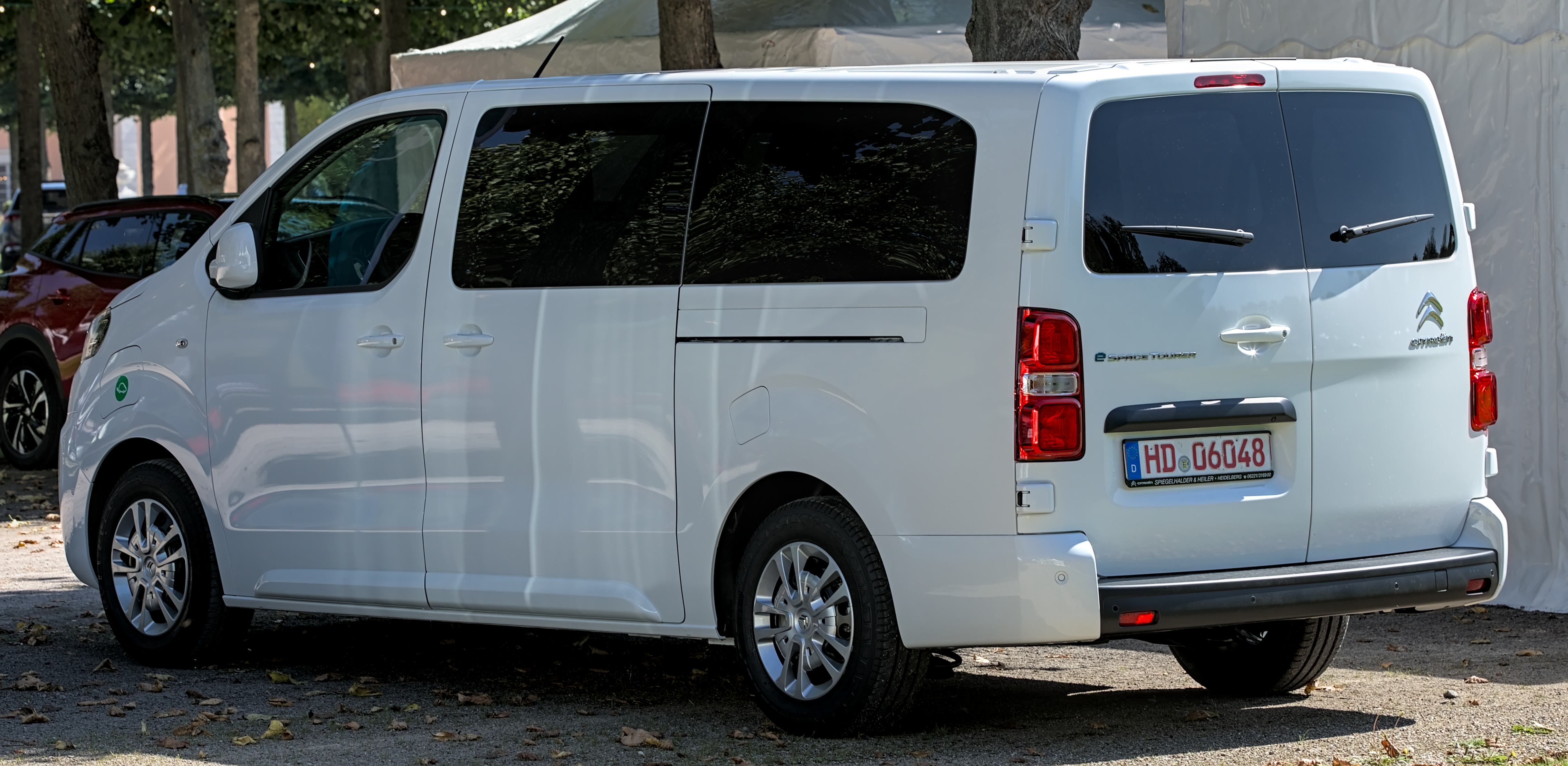
Citroën e-Spacetourer

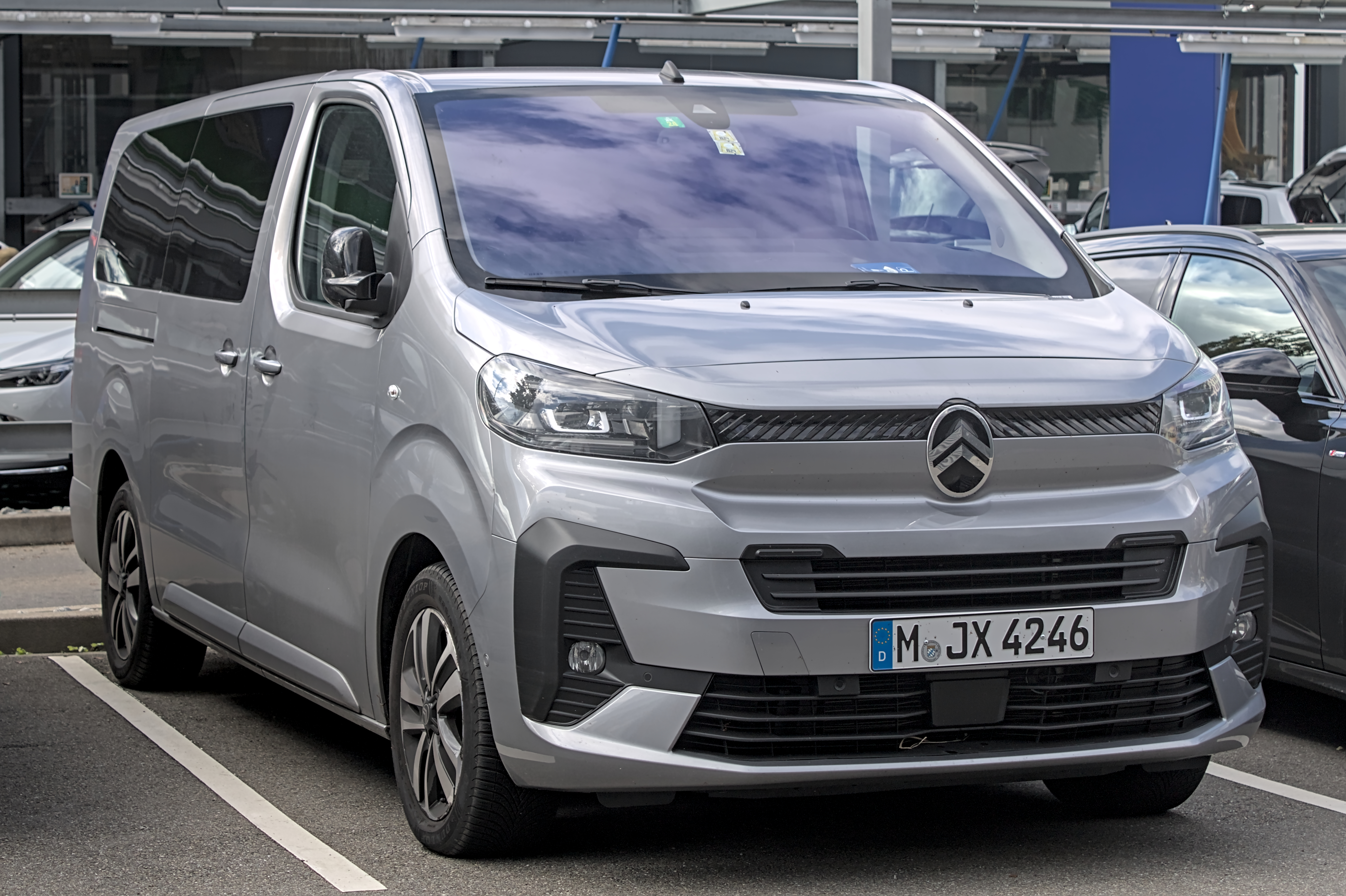
Citroën Spacetourer (з 2024)

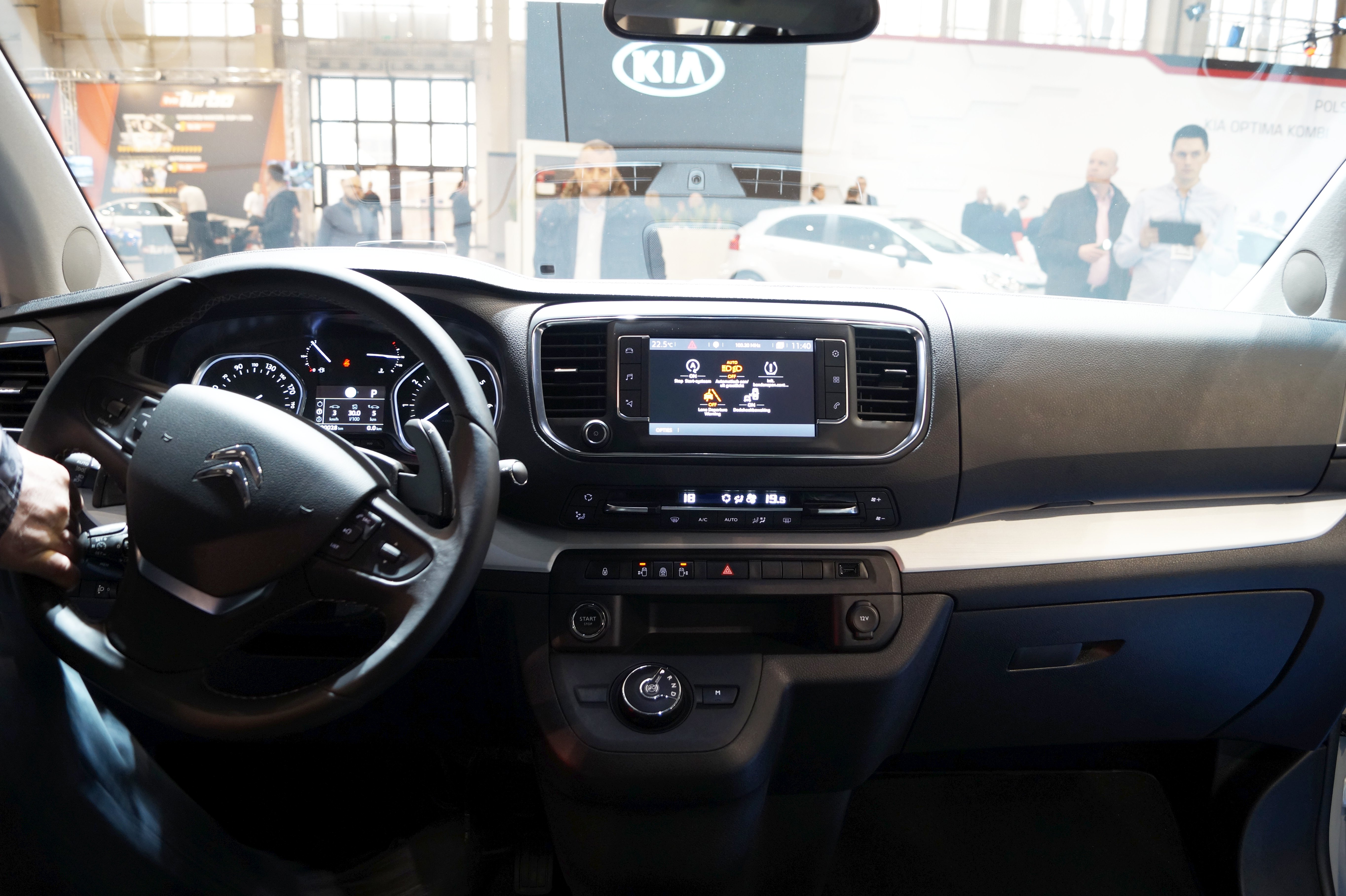
Citroën Spacetourer

Мінівен Citroen Space Tourer створений на модульній платформі EMP2, яка використовується на C4 Picasso і Grand C4 Picasso.
Зовнішність машини багато в чому перегукується з новинками бренду - С3, С4 Cactus тощо. 17-дюймові колісні диски надають машині легковий шарм. Spacetourer доступний з трьома варіантами колісної бази. L1 має довжину 4606 мм, L2 з довжиною 4956 мм, а загальна довжина L3 дорівнює 5306 мм.

### e-Spacetourer
Після презентації акумуляторного електричного e-Jumpy у травні 2020 року Citroën також представив e-Spacetourer із силовим агрегатом від Peugeot e-208 потужністю 136 к.с. наступного місяця. Він надійшов у продаж восени 2020 року. Доступні батареї двох різних розмірів. Версія на 50 кВт*год забезпечує запас ходу відповідно до 230 км (цикл WLTP), версія на 75 кВт*год — 330 км.
З січня 2022 року, за винятком кількох країн (зокрема Швейцарії), пропонується лише електрична версія. Клієнти, які хочуть двигун внутрішнього згоряння, можуть переключитися на Citroën Jumpy або Toyota ProAce Verso.

### Двигуни
- Дизельні

| Двигун               | Об'єм [см3 ] | Потужність [к.с.] ([кВт]) при об/хв | Крутний момент [Нм] при об/хв | Циліндри | Клапанний механізм | Максимальна швидкість км/год |
| -------------------- | ------------ | ----------------------------------- | ----------------------------- | -------- | ------------------ | ---------------------------- |
| BlueHDi 95 BVM       | 1560         | 95 (70)/3750                        | 210/1750                      | Р4       | DOHC/16            | 145                          |
| BlueHDi 95 S&S ETG6  | 1560         | 95 (70)/3750                        | 240/1750                      | Р4       | DOHC/16            | 145                          |
| BlueHDi 115 S&S BVM6 | 1560         | 116 (85)/3500                       | 300/2000                      | Р4       | DOHC/16            | 160                          |
| BlueHDi 150 S&S BVM6 | 1997         | 150 (110)/4000                      | 370/2000                      | Р4       | DOHC/16            | 170                          |
| BlueHDi 180 S&S EAT6 | 1997         | 177 (130)/3750                      | 400/2000                      | Р4       | DOHC/16            | 170                          |